# Jászjákóhalma
Jászjákóhalma är en ort i Ungern.   Den ligger i provinsen Jász-Nagykun-Szolnok, i den centrala delen av landet, 70 km öster om huvudstaden Budapest. Jászjákóhalma ligger 92 meter över havet och antalet invånare är 3 088.
Terrängen runt Jászjákóhalma är mycket platt. Runt Jászjákóhalma är det ganska tätbefolkat, med 54 invånare per kvadratkilometer. Närmaste större samhälle är Jászberény, 6,0 km väster om Jászjákóhalma. Trakten runt Jászjákóhalma består till största delen av jordbruksmark.